# Domnall ua Néill
Domhnall ua Néill (Ortografía antigua: Domnall ua Néill) (muerto 980) fue Rey Supremo de Irlanda de 956 a 980. 
Domnall era hijo de Muirchertach mac Néill, y nieto de Niall Glúndub, miembro de los Cenél nEógain de los Uí Néill del norte. Alcanzó el título de correy de Ailech con su hermano Flaithbertach a la muerte de su padre en 943. Llegó a rey supremo de Irlanda a la muerte de su primo materno Congalach Cnogba de una rama meridional de los Uí Néill, de Síl nÁedo Sláine.
Domnall se considera un gobernante eficaz que introdujo las reformas militares más tarde atribuidas a Brian Boru. Pasó gran parte de su reinado en guerra con el marido de su hermana Dúnflaith, Amlaíb Cuarán, Rey de Dublín. En 980 abdicó y entró en el monasterio Armagh donde murió poco después.
Domnall fue llamado "Rey Supremo de Irlanda" (ard-rí Érenn) en su obituario, y fue el último de su familia en ostentar el título. Fue sucedido por Máel Sechnaill mac Domnaill de Clann Cholmáin.
Entre sus hijos se incluyen Muiredach, cuyo hijo Lochlann pudo haber sido el antepasado de Domnall Ua Lochlainn, y Muirchertach, antepasado de los O'Neill de Tír Eógain. Su nieto Flaithbertach Ua Néill fue Rey de Ailech y la figura principal entre el Uí Néill, ciertamente después de la muerte de Máel Sechnaill en 1022, si no antes.